# Nemanja Popović
Nemanja Popović (in serbo Немања Поповић?; Aranđelovac, 29 dicembre 2001) è un cestista serbo.

## Palmarès

### Individuale
- KLS MVP: 1

Vršac: 2024-2025